# Cal Macià (la Baronia de Rialb)
Cal Macià és una casa pairal del nucli de Polig, al municipi de la Baronia de Rialb (Noguera), inclosa en l'Inventari del Patrimoni Arquitectònic de Catalunya.

## Descripció

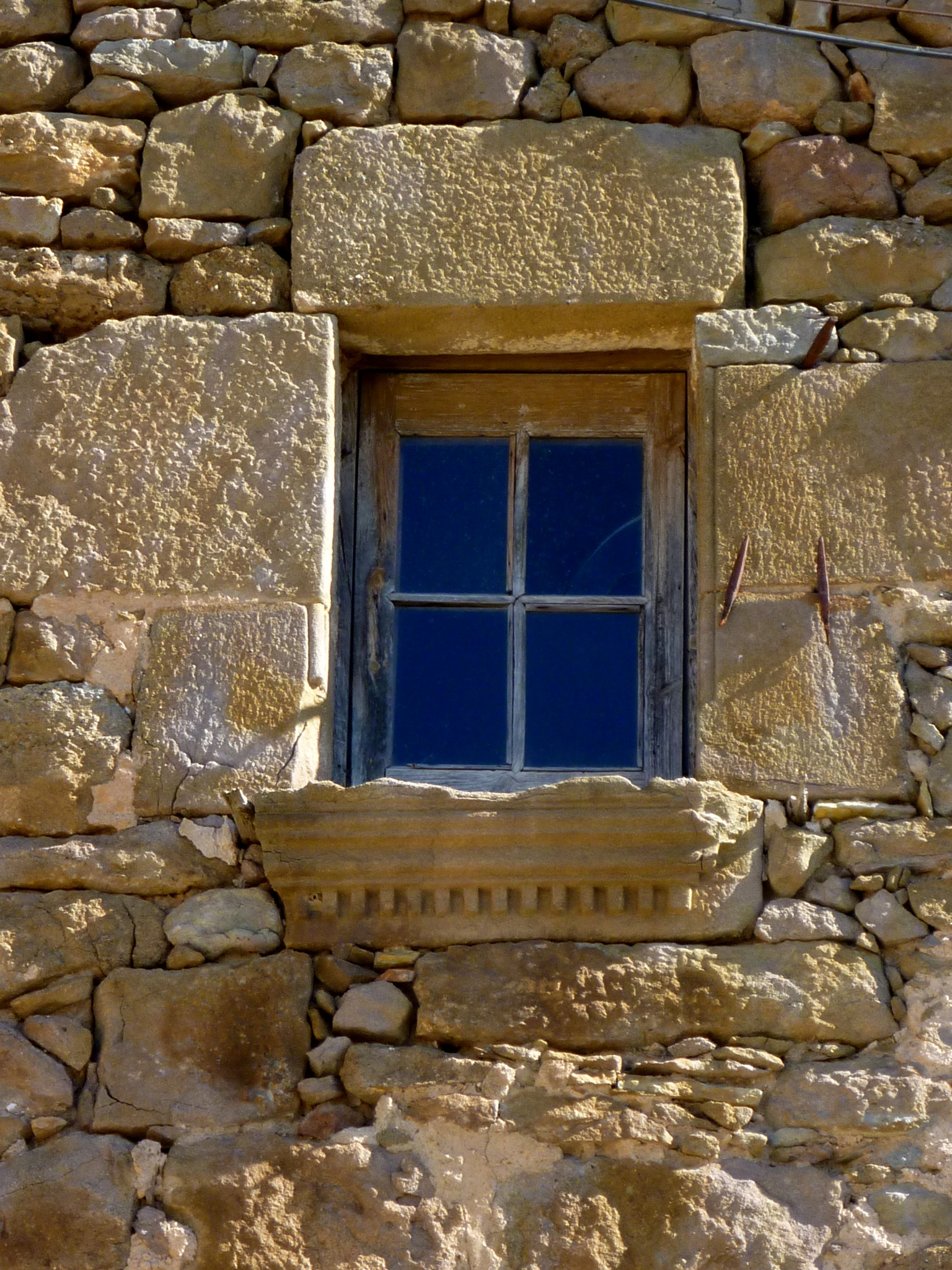
Detall de la finestra

És una casa pairal que forma part de l'antiga fortalesa de Polig, amb accés principal per una porta dovellada de mig punt, modificada, en el centre del castell. Té cellers, baixos amb quadres, planta noble i planta sota coberta. Destaca l'ampit d'una finestra a migdia, amb escacat inferior decoratiu. La coberta és a dos vessants. La porta del recinte té inscripció lateral amb data del 1633.
Havia estat residència de la mestra del poble.